# Kim Deitch
Kim Deitch (Los Angeles, 21 maggio 1944) è un animatore, disegnatore e fumettista statunitense, conosciuto per essere figlio d'arte di Gene Deitch.
Gran parte del lavoro di Kim Deitch si occupa dell'industria dell'animazione e dei personaggi del mondo dei cartoni animati. Il suo personaggio più noto è un misterioso gatto di nome Waldo, che appare variamente come un famoso personaggio dei cartoni animati del 1930, come un personaggio reale nella "realtà" delle strisce, come l'allucinazione di un alcolizzato senza speranza soprannominato Mishkin (una vittima del Boulevard dei sogni infranti), come la reincarnazione demoniaca di Giuda Iscariota; e che, occasionalmente, si sostiene di aver superato Deitch e scritto i fumetti da solo. L'aspetto di Waldo ricorda personaggi di gatti neri come Felix il Gatto, Julius il Gatto e Krazy Kat.
Figlio dell'illustratore e animatore Gene Deitch, Kim Deitch ha lavorato a volte con i suoi fratelli Simon Deitch e Seth Deitch. 

## Biografia
La sua opera più conosciuta è The Boulevard of Broken Dreams del 1991.